# Brauhof Wiener Neustadt

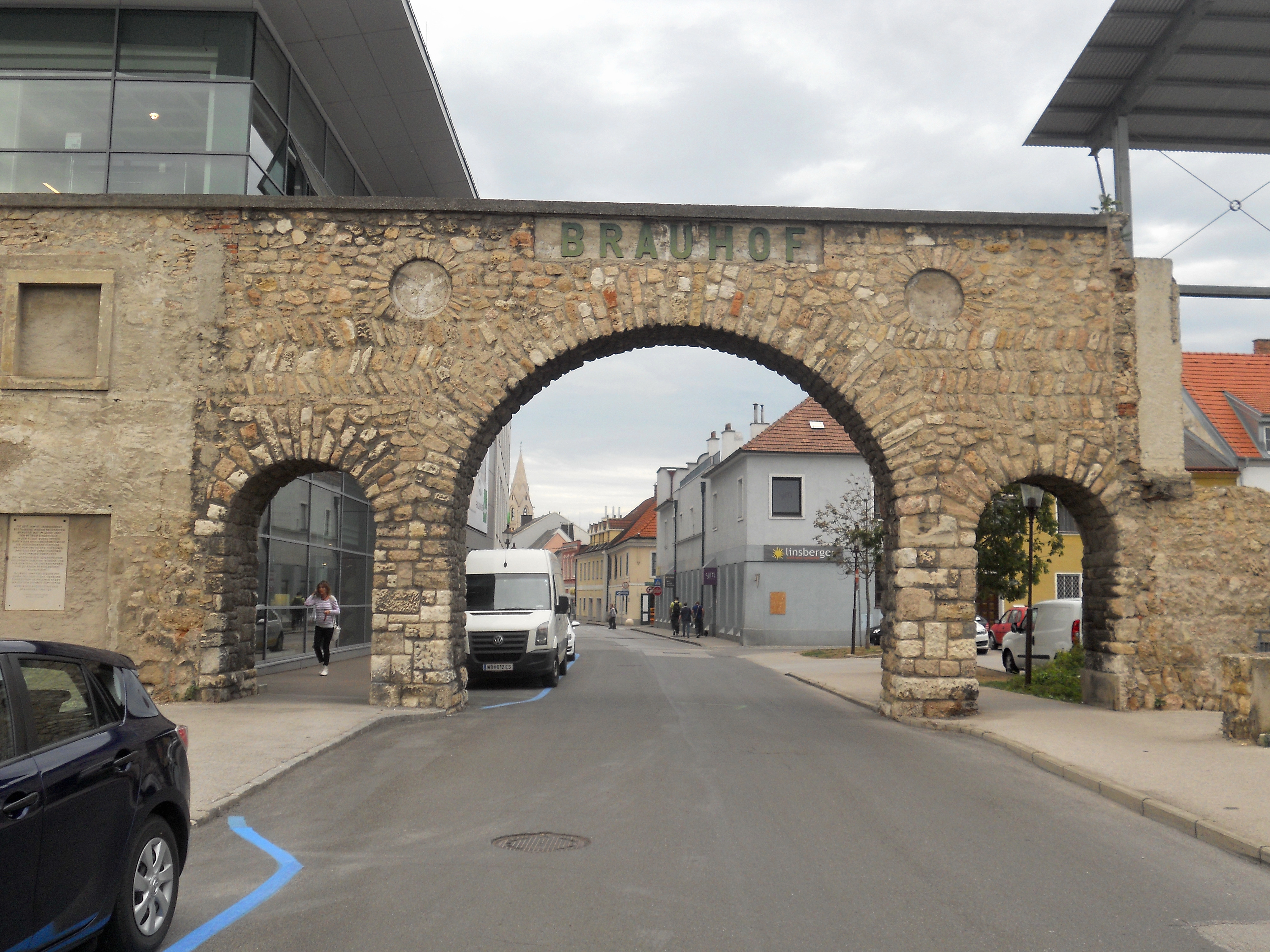
Brauhoftoranlage in der Lederergasse, eingefügt in die Stadtmauer der Stadtbefestigung

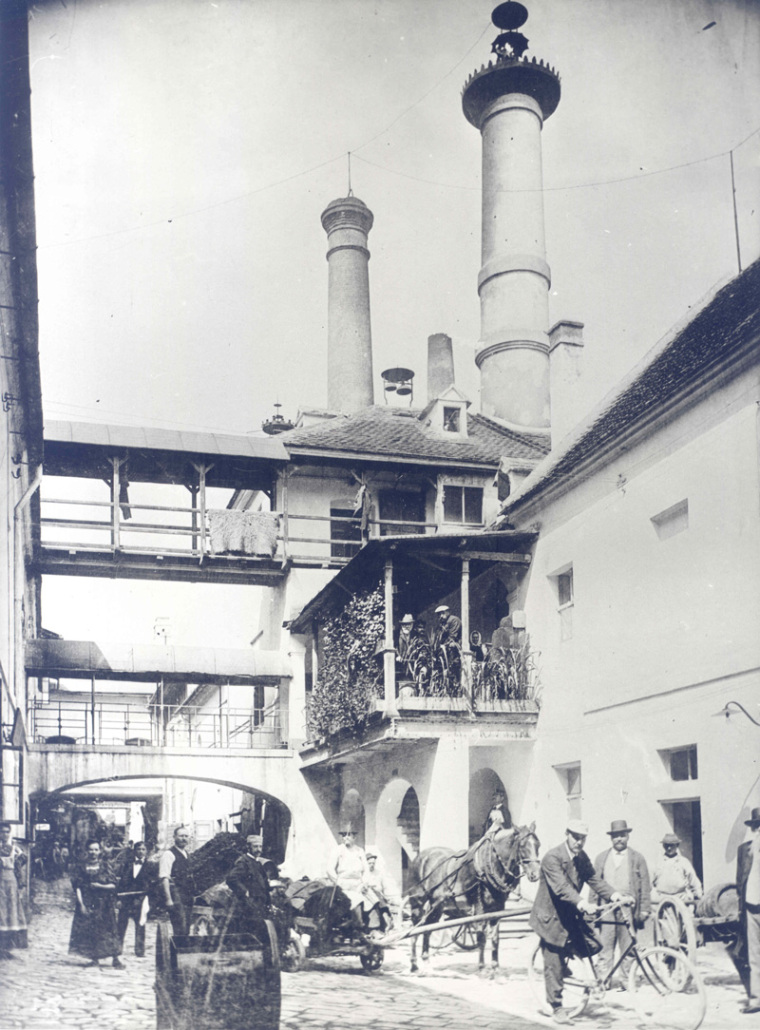
Das Brauhaus im Jahr 1902

Der Brauhof Wiener Neustadt (verschiedene Bezeichnungen im Laufe der Jahrhunderte, wie Bräuhaus, Brauhaus o. ä.) war eine städtische Brauerei in Wiener Neustadt mit einer Ersterwähnung im Jahr 1621 in der Stadtchronik. Er befand sich in der Bräuhausgasse.

## Geschichte
Diese Ersterwähnung von 1621 findet sich in einem Schreiben an Kaiser Ferdinand II., der von den um Wiener Neustadt gelegenen Herrschaften um „Abstellung des Preihauses zur Neustatt“ ersucht wurde, was aber nicht durchgeführt wurde.
Obwohl Wein das hauptsächliche Getränk bei der Bevölkerung war, stieg auch der Bierkonsum laufend. Für das Jahr 1697 ist eine Jahresproduktion von 3086 Eimern (rund 180.000 Liter) für das städtische Brauhaus dokumentiert. Daneben bestanden auch durch die Stadt bekämpfte zahlreiche Privatbrauereien, die das Bier in sogenannten Winkelschenken ausschenkten.
Durch den steigenden Bedarf wurde später auch das leerstehende Zeughausareal eingebunden.
Ab dem Jahr 1735 verpachtete die Stadt die Brauerei, die bisher selbst betrieben wurde, um so Einnahmen für die Stadt zu erzielen. Um 1820 gab es etwa 44 Wirte in der Stadt. Nachdem Bierlieferungen aus der Umgebung zum Weiterverkauf untersagt worden waren, stieg der Verkauf durch den Brauhof stetig, sodass 1833 auch die Kasematten der Stadt integriert wurden. Die Kasematten hatten in ihren Gewölben ein kühles und trockenes Klima und eigneten sich dadurch sehr gut für die Lagerung sowohl von produziertem Bier als auch von den Rohstoffen für die Produktion.
Im Laufe des 19. Jahrhunderts stieg der Bedarf und es konnte auch mehr produziert werden. Im Jahr 1869 wandelte die Stadt das Bräuhaus in die Aktiengesellschaft Wiener Neustädter Brauhof um und privatisierte diesen. So kam die Brauerei in den Einflussbereich der Brauerfamilie Dreher, die bereits die Brauerei Schwechat gegründet hatten und das Lagerbier erfanden.
In Wiener Neustadt legte man neue Eis- und Gärkeller an, wie zum Beispiel am heutigen Ferdinand-Porsche-Ring. 
Zum Ende des 19. Jahrhunderts produzierte die Brauerei, deren Aktien sich im Besitz wohlhabender Wiener Neustädter Bürger befanden, etwa fünf Millionen Liter Bier pro Jahr. Allerdings wurde der Konkurrenzdruck immer stärker, sodass trotz größerem Bierkonsum die Produktion laufend fiel und im Jahr 1910 bei etwa drei Millionen Liter lag. 1913 waren noch 80 Mitarbeiter beschäftigt. Der Verkauf erfolgte über neun Bierdepots. 
Der Erste Weltkrieg und die folgende Wirtschaftslage brachte einen weiteren Einbruch, sodass 1917 nur mehr eine Million Liter verkauft werden konnten. 
Im Jahr 1926 wurde die Brauerei stillgelegt, aufgelöst und mit der Aktiengesellschaft der Liesinger Brauerei vereinigt. Die Brauerei Liesing demontierte gleich nach der Stilllegung die Maschinen. Die verbliebenen Gebäude auf dem 22.000 Quadratmeter großen Areal wurden danach von der Stadtgemeinde angekauft und 1928/1929 abgerissen. 
Nur das eine Gebäude in der Bräuhausgebäude 7 verblieb im Besitz der Liesinger Brau AG. Sie erhielt für dieses Objekt eine Gast- und Schankgewerbeberechtigung. Der Liesinger Brauhof war als Gastwirtschaft in Betrieb, wurde aber schließlich zu Beginn der 1990er Jahre geschlossen. 2001/2002 wurde auch dieses letzte Gebäude abgerissen.
Die Tradition des Bierbrauens ließ im Jahr 2014 eine kleine Brauerei mit der Marke Wiener Neustädter Bier aufleben und im Jahr 2019 wurde die Produktion wieder eingestellt.

## Nachnutzung
Auf dem Gelände der ehemaligen Brauerei befand sich eine Filiale und der Parkplatz der Firma Leiner, welche Ende 2018 geschlossen wurde. Eigentümer ist die SÜBA AG, eine Tochterfirma der Holding von Klemens Hallmann, der aktuell (2020) ein neues Stadtviertel plant, das etwa 600 Wohnungen beinhaltet. Zum Teil sollen sich diese in zwei Wohntürmen mit 21 Geschoßen befinden. Diese, die den Wasserturm überragen, werden nicht von allen begeistert aufgenommen.